# Congregació Israelita de la República Argentina
La sinagoga de la Congregació Israelita de la República Argentina (CIRA) (en castellà: Congregación Israelita de la República Argentina) també coneguda com a Templo Libertad, es troba en la Ciutat de Buenos Aires en el carrer Libertad (en la cantonada amb l'Avinguda Córdova), davant de la Plaça Lavalle, i va ser la primera sinagoga construïda en aquesta ciutat. Fou declarada Monument Històric Nacional el desembre del 2000.

## Història
El dia 27 de setembre de 1897, els residents jueus de Buenos Aires, reunits en la Congregació Israelita de Buenos Aires (anomenada més endavant amb el nom: "de la República Argentina"), van col·locar en l'actual terreny del carrer Libertad 779, enfront d'on es trobava l'anomenat Palacio Miró, la pedra fundacional de la que va esdevenir la primera sinagoga de Buenos Aires, cerimònia a la que va assistir l'Intendent Municipal, Francisco Alcobendas. Degut al notable creixement de la comunitat jueva l'edifici allí construït va ser modificat en gran manera en 1932 adquirint la seva forma actual. El projecte d'aquesta modificació va ser elaborat per l'arquitecte Norman i els enginyers Alejandro Enquin i Eugenio Gantner. La signatura constructora pertanyia als enginyers Ricchieri, Jaroslavsky i Thiexay. Fou declarada Monument Històric Nacional, el 29 de desembre de 2000.

## L'edifici

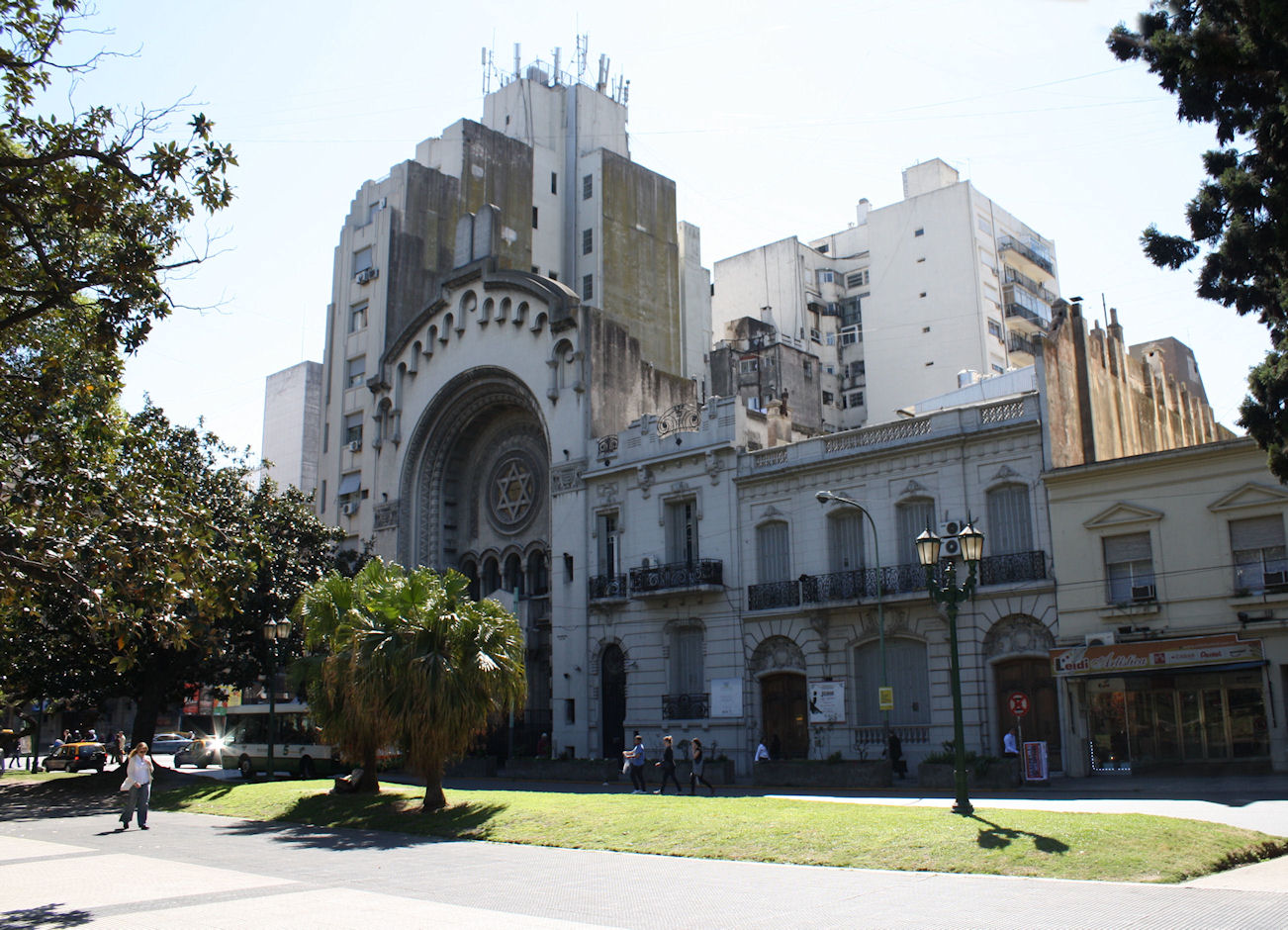
Façana sobre la plaça Lavalle.

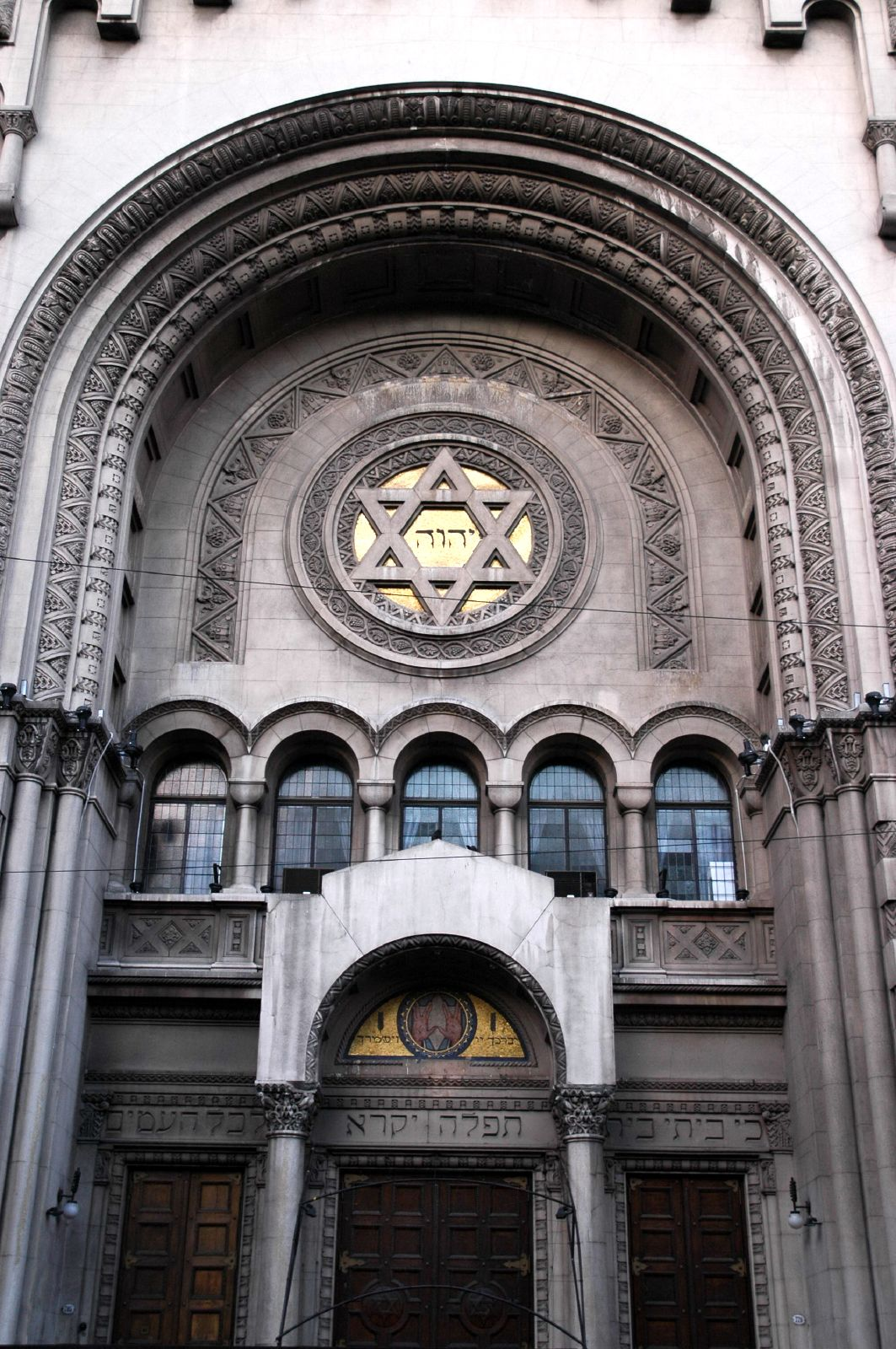
Façana frontal.

És difícil enquadrar l'edifici en un determinat estil: es noten en ell clares influències del romànic i el romà d'Orient. En el centre dels arcs concèntrics es troba l'Estrella de David. Les mans que es troben sobre la porta d'entrada representen la manera en què els sacerdots antics del Temple de Jerusalem beneïen.
En la part superior del temple es troben representades les Taules de la Llei amb els Deu Manaments del llibre de l'Èxode. Sobre el reixat que separa a l'edifici es troben dotze medallons que representen a les dotze Tribus d'Israel organitzades per Moisés.
El temple, d'aspecte solemne, té una capacitat per 1.000 feligresos. Posseeix tres naus i seients de fusta. les parets estan elaborades de manera per tal d'imitar a les pedres. El sòl es compon de rajoles de granit. El front de la nau mira cap a Jerusalem, els fidels miren cap a l'Orient. I és precisament sobre l'extrem oriental, que un absis amb vitrall dona llum natural sobre el lloc on es troba la Torà. Aquest absis culmina en una mitja cúpula revestida interiorment per un decorat en forma de d'ostra de color daurat. En el seu centre es troba el ceptre de David. En el subsòl es troba una cripta per a dur a terme diversos oficis. Entre el seu mobilari sobresurt la Menorà i l'òrgan sobre el Tabernacle.

## Museu Jueu Dr. Salvador Kibrick
En un petit hotel proper al temple (Llibertat 773), es troba el centre comunitari de la congregació. I en un edifici proper (Llibertat 769), funciona el museu jueu de Buenos Aires Dr. Salvador Kibrick. Aquest museu respon a una modalitat característica de les sinagogues de moltes ciutats de tenir prop del temple un museu amb elements de valor sagrat, històric o artístic. Tanmateix, cal aclarir que el museu recentment es va inaugurar el 1967. Guarda més documents dels primers colons jueus en l'Argentina, i d'escriptors i homes públics argentins que van pertànyer a aquesta comunitat.